# 理查德·尼齐尔斯基
理查德·尼齐尔斯基（英語：Richard Nizielski，1968年7月27日—），澳大利亚男子短道速滑运动员。他曾代表澳大利亚参加1992年、1994年和1998年冬季奥林匹克运动会短道速滑比赛，获得一枚铜牌。